# کاترین ماری استوارت
کاترین ماری استوارت (انگلیسی: Catherine Mary Stewart؛ زادهٔ ۲۲ آوریل ۱۹۵۹) یک هنرپیشه اهل کانادا است.
او در فیلم مایه دردسر بازی کرده است.